# Плакат
Плакат (от немски: Plakat, – обява, афиш) е изображение в голям размер, съпроводено с кратък текст и пригодено да бъде залепено на стена или колона. В повечето случаи плакатът съдържа и двете – графично изображение и текст, но в редки случаи може да се състои или само от текст, или само от изображение. Неговата цел е агитационна, рекламна, информационна или образователна. Размерът е 60x90 cm, но практически се срещат всякакви размери. Те трябва да привличат вниманието и да синтезират важна информация за изложба, филм, конференция или друго събитие. Основна роля за привличане на вниманието играят специфичните шрифтове, ярките цветове и интересните символи.